# Цыбутович, Ксения Геннадьевна
Ксения Геннадьевна Цыбутович (род. 26 июня 1987, Москва) — российская футболистка, защитник и капитан клуба «Зенит». Выступала за сборную России. Мастер спорта России международного класса.
В футболе с 1997 года, первая команда — «Русь» (Москва), первый тренер — Е. М. Славнов.

## Биография

### Карьера в сборной
Выступала за сборные России младших возрастов. Чемпионка Европы среди 19-летних 2005 года.
За национальную сборную России играла с 2006 года, провела не менее 80 матчей. Участница финальных турниров чемпионата Европы 2009 года (3 матча, 1 гол) и 2013 года (3 матча). В 2017 году прекратила активные выступления за сборную, однако спустя несколько лет, в феврале 2021 года снова была вызвана в команду и приняла участие в товарищеском матче против Сербии.

## Достижения
- Чемпионка России (2006, 2009, 2013, 2019, 2022, 2023, 2024)
- Бронзовый призер чемпионата России (2021)
- Обладательница Кубка России (2006, 2008, 2011/2012, 2014, 2017)
- Обладательница Суперкубка России (2023)
- Серебряный призёр Универсиады (2015)
- Чемпионка Европы по футболу среди девушек до 19 лет (2005)
- Обладательница Кубка Альбены (2006)
- наибольшее количество игр за Зенит —  113 игр (вместе с Вероникой Куропаткиной и Екатериной Пантюхиной) — на момент окончания сезона 2024 (99 матчей в чемпионате + 12 матчей в кубке + 2 матча в суперкубке)

## Статистика
- 2005  Спартак (Москва)  3 в Чемпионате России
- 2006  Россиянка (Московская область)  2 в Чемпионате России
- 2007  Россиянка (Московская область)  3 в Кубке России
- 2008  Россиянка (Московская область)  1 в Чемпионате России и  1 в Кубке России
- 2009  Звезда-2005 (Пермь)  2 в Чемпионате России
- 2010  Звезда-2005 (Пермь)  2 в Чемпионате России
- 2011/2012  Звезда-2005 (Пермь)  1 в Чемпионате России
- 2012/2013  Рязань-ВДВ (Рязань)  1 в Чемпионате России
- 2014  Рязань-ВДВ (Рязань)  3 в Чемпионате России
- 2015  Рязань-ВДВ (Рязань)  6 в Чемпионате России
- 2016  Рязань-ВДВ (Рязань)  1 в Чемпионате России
- 2018  ЦСКА (Москва)  4 в Чемпионате России
- 2019  ЦСКА (Москва)  11 в Чемпионате России
- 2021  Зенит (Санкт-Петербург)  2 в Чемпионате России
- 2022  Зенит (Санкт-Петербург)  4 в Чемпионате России
- 2024  Зенит (Санкт-Петербург)  3 в Чемпионате России